# La filanda e altre storie
La filanda e altre storie è un album della cantante italiana Milva, pubblicato dall'etichetta discografica Ricordi nel 1972.
L'orchestra è diretta da Gian Piero Reverberi (6 brani), Natale Massara (4) e Iller Pattacini (2).
Il disco contiene noti brani come La filanda, Bella ciao e Albergo a ore, oltre a Mediterraneo, presentato dall'artista quell'anno al Festival di Sanremo e classificatosi dodicesimo.

## Tracce

### Lato A
1. La filanda (É Ou Não É)
2. La nostra storia d'amore (For All We Know)
3. Bella ciao (Canto delle mondine)
4. Un uomo in meno (Les Jardins de Marmaris)
5. Iptissam (Love's Song Adelina)
6. La pianura

### Lato B
1. Sola
2. Surabaya Johnny
3. Uno dei tanti
4. Albergo a ore (Les amants d'un jour)
5. Bandoneon Arrabalero (Il cantastorie col bandoneon)
6. Mediterraneo